# DX-Ball
《DX-Ball》(DX • BΔLL, DXBALL)은 1996년에 Michael P. Welch와 en:Seumas McNally이 처음 출시한 PC용 프리웨어 PC 게임이다. 메가볼(MegaBall)이라는 이름의 원래 초기 아미가 게임 시리즈에 기반을 둔 이 게임은 브레이크아웃, 알카노이드와 같은 클래식 볼 앤 패들 아케이드 게임들의 패턴을 따른다.
레벨 에디터도 사용할 수 있다. DX-Ball은 2개의 후속 게임이 있다: DX-Ball 2(1998년), 라이벌 볼(Rival Ball, 2001년).

## 게임플레이
이 게임은 기본적으로 벽돌깨기 게임의 클론이다. 플레이어는 하단의 패들을 제어하여 하나의 볼을 방어하며, 이 볼을 화면 아래로 떨어트리지 않고 화면 상단에 있는 여러 색의 블록을 깬다. 모든 블록을 없애면 레벨을 완수하여 다음 레벨로 이동하게 된다. 총 50개의 레벨을 완수해야 한다.

## 역사

### 선구자로서의 메가볼
DX-Ball은 Mackey Software에 의해 1991년부터 1993년까지 아미가용으로 개발된 아미가의 게임 메가볼(MegaBall)에 많은 영향을 받았다. 원작의 저자는 2012년에 메가볼의 소스 코드를 아파치 라이선스로 배포하였다.

### DX-Ball의 개발
Michael P. Welch는 1996년에 DX-Ball을 아미가 플랫폼 전용 게임이었던 메가볼의 PC 리메이크 작품으로 설계하였다.

### 맥 포팅
2002년에 이 게임은 나중에 CTSP 게임스의 저자이자 Michael Welch의 동료인 Michael S. Austin에 의해 맥 OS로 포팅되었다. 오리지널 게임플레이와 그래픽스를 다시 사용한 맥 버전은 여러 새로운 기능들을 도입하고 있는데, 4개의 새로운 게임 음악, 2인용 핫싯 멀티플레이어(hotseat multiplayer), 각기 다른 타이틀 스크린 디스플레이, 150개의 추가 보드를 갖춘 선택적 보드 팩 확장(DX-Ball Deluxe, 총 200개의 보드)를 포함한다. 이 버전은 셰어웨어이며 보드 확장팩은 등록된 버전에서만 사용 가능하다. 맥 버전은 맥 OS 버전 6.0 이상이 필요하다. 그러나 맥북이나 아이맥과 같은 더 새로운 인텔 기반 맥에서는 호환되지 않는다.

## 시퀄
DX-Ball은 2개의 직접적인 후속 게임이 있다: DX-Ball 2(1998년), 라이벌 볼(Rival Ball, 2001년). 이것들이 롱보 디지털 아츠(Longbow Digital Arts)에 의해 개발되었으나 Michael Welch 또한 2004년에 BlitWise Productions 하에서 별도의 스핀오프를 출시하였는데, 그 이름은 슈퍼 DX-Ball이다. 게다가 롱보 디지털 아츠 또한 같은 해에 또다른 스핀오프를 출시하였으며 그 이름은 "라이벌 볼 토너먼트"(Rival Ball Tournament)이다. DX-Ball과는 달리 이 게임들은 프리웨어가 아니다.

## 반응
"홈 그라운"(Home grown) PC 존 #64 1998년 6월의 한 문서에 따르면 DX-Ball을 대단히 훌륭한 클론으로 불렀다. PC 존 #97 크리스마스 2000에서는 해즈브로 벽돌깨기 리메이크 작품에 실망하였으며 자신의 리뷰에서 DX-Ball 2를 대신 할 것을 권고하였다.